# Третья звезда (фильм)
«Третья звезда» (англ. Third Star) — фильм режиссёра Хэтти Далтон. Премьера состоялась на церемонии закрытия Эдинбургского кинофестиваля; в прокат в Великобритании вышел 20 мая 2011 года.
Название — аллюзия на адрес «от третьей звезды и налево» из книг о «Питере Пэне».

## Сюжет
Джеймсу Кимберли Гриффиту 29 лет, у него  саркома в терминальной стадии. По его просьбе трое его друзей, — Дейви, Билл и Майлз, — отправляются с ним в путешествие к заливу Барафандл в Пембрукшире. Джеймс рассуждает о том, что будет после смерти, о смысле жизни, иногда пытается говорить друзьям о том, как многое упускают они.
Один из друзей, Майлз — сердцеед, собиравшийся, как и Джеймс, стать писателем после того, как от рака скончался его отец, когда ему было 16 лет; в пути выясняется, что он уже два года, как написал свою книгу, но не публикует её, что он разорён, и что он уводит у мужа сестру Джеймса, кроме того, он признаётся, что его отталкивает болезнь. Другой — Билл —  мечтал быть особенным, а стал снимать сюжеты для ТВ и живёт с нелюбимой девушкой, о которой в пути становится известно, что она беременна. Дэйви помогает Джеймсу с самого начала — даже уволился с работы, рассказав всем, кроме самого Джеймса, что это его уволили — но признаёт, что просто хотел быть нужным.
Планы друзей во многом срываются: разбивается коляска Джеймса, сгорает одна из палаток, у одного из друзей крадут часы, в какой-то момент все они остаются без мобильных, но Джеймс настаивает на том, чтобы добраться до залива. У залива он просит друзей дать ему покончить с собой в море; они возражают, но той же ночью наблюдают, как он страшно кричит от боли (в тот день лекарства, включая жидкий морфин, выпали из сумки в пути, и проходит время, прежде чем их удаётся найти). Наутро Джеймс начинает плыть в сопровождении друзей; Дейви едва не тонет, и Билл помогает выбраться ему на берег. По просьбе Джеймса Майлз ныряет с ним и держит его за руки, пока тот не захлёбывается, а затем выносит его тело на берег.

## В ролях
- Бенедикт Камбербэтч — Джеймс Кимберли Гриффит
- Джон Джозеф Филд — Майлз Дуглас Клэвелл
- Том Бёрк — Дэйви
- Адам Робертсон — Билл
- Хью Бонневилль — Бродяга[1][2]

## Критика
Филипп Френч из The Observer назвал фильм «компетентным», хотя «скорее семейным и предсказуемым, не отталкивающим». Синтия Цитрон из Santa Monica Daily Press назвала его «поглощающим, сдвигающим и увлекательным опытом». Фелим О’Нелл из The Guardian описал его как «плутовской и бесцельный в течение некоторого времени, попадающим в центр внимания в последний фурлонг». На фестивале в Сан-Паулу фильм номинировался в категории «лучший фильм», но приза не получил.